# Лисицын (хутор)
Лисицын — хутор в Конышёвском районе Курской области России. Входит в состав Малогородьковского сельсовета.

## География
Хутор находится на реке Вабля (приток реки Прутище в бассейне Сейма), в 72,5 км от российско-украинской границы, в 51 км к северо-западу от Курска, в 12,5 км к северо-востоку от районного центра — посёлка городского типа Конышёвка, в 6 км от центра сельсовета — села Малое Городьково.
Климат
Лисицын, как и весь район, расположен в поясе умеренно континентального климата с тёплым летом и относительно тёплой зимой (Dfb в классификации Кёппена).
Часовой пояс
Хутор Лисицын, как и вся Курская область, находится в часовой зоне МСК (московское время). Смещение применяемого времени относительно UTC составляет +3:00.

## Население
| 2002 | 2010 |
| ---- | ---- |
| 12   | ↘0   |

## Инфраструктура
Личное подсобное хозяйство. В хуторе 12 домов.

## Транспорт
Лисицын находится в 68 км от автодороги федерального значения М3 «Украина» (Москва — Калуга — Брянск — граница с Украиной), в 34 км от автодороги М2 «Крым» (Москва — Тула — Орёл — Курск — Белгород — граница с Украиной), в 44,5 км от автодороги А142 (Тросна — М-3 «Украина»), в 24 км от автодороги регионального значения 38К-038 (Фатеж — Дмитриев), в 10,5 км от автодороги 38К-005 (Конышёвка — Жигаево — 38К-038), в 25 км от автодороги 38К-017 (Курск — Льгов — Рыльск — граница с Украиной), в 4,5 км от автодороги межмуниципального значения 38Н-136 (38К-005 — Малое Городьково — Большое Городьково), в 1,5 км от автодороги 38Н-138 (38Н-136 — Озеровка — Юрьевка — Павловка), в 12 км от ближайшего ж/д остановочного пункта 552 км (линия Навля — Льгов I).
В 154 км от аэропорта имени В. Г. Шухова (недалеко от Белгорода).